# جان لوغول
جان لوغول، واسمه الكامل جان غيوم أوغسط لوغول، طبيب فرنسي ولد عام 1788 مـ في منطلبان وتوفي عام 1851 في نوئي سور سين. درس الطب في باريس، ليصبح في عام 1812 دكتورا في الطب. باشر عملَه طبيبًا في عام 1819 بمستشفى سان لوي واستمر كذلك إلى أن تقاعد.